# Pyrgeometer
Pyrgeometer är ett instrument för mätning av långvågig (>3μm … 100 μm) instrålning från halvrymden ovanför jorden.

## Etymologi
Grekiska ordet πῦρ (pyr) betyder "eld", och γῆ (ge) betyder "jord".